# 사마사
사마사(司馬師, 208년 ~ 255년)는 중국 삼국시대의 조위의 정치가로, 자는 자원(子元)이며 하내군 온현(溫縣) 사람이다. 사마의의 장남이자 사마소의 형이다.
사마소가 진왕에 봉해지자 경왕으로 추존되었으며, 조카 사마염 즉위 후 황제로 추존되었다.

## 생애
약관의 나이 때부터 같은 세대 인물인 하안, 하후현(사마사의 처남)과 더불어 이름을 날렸다. 경초 연간(237년 ~ 239년)에 산기상시가 되어 관로를 시작하였으며, 거듭 승진하여 중호군까지 이르렀고, 어머니 장춘화가 죽자 상을 치르며 효도로 이름을 날렸다.
아버지 사마의는 대장군 조상과 함께 선황제 조예에게서 현 황제 조방의 고명을 받았으나, 부하들의 부추김을 받은 조상에게 의도적으로 조정에서 배제당했다. 사마사는 아버지와 함께 조상을 주멸할 비책을 세웠는데, 동생 사마소조차도 알지 못할 정도로 비밀스러운 계획이었다. 정시 10년(249년) 아버지를 따라 거사를 일으키고 출병, 조상과 그 일족을 제거하였다. 이른바 고평릉의 쿠데타 사건이다. 이로 말미암아 조위 왕조는 몰락의 길을 걷게 되었다.
가평 3년(251년)에 사마의가 죽자, 사마사는 당시 황제인 조방에게 무군대장군 벼슬을 제수받아 보정(섭정)을 맡았고, 이듬해(가평 4년, 252년)에는 대장군이 되었으며 시중, 지절, 도독중외군사, 녹상서사도 겸해 정치 · 군사를 모두 아우르는 권력을 거머쥐었다. 사마사는 정권을 쥐자 인선을 새로이 했다. 진남장군 · 도독예주 제갈탄, 진동장군 · 도독양주 관구검, 정남대장군 · 의동삼사 왕창, 정동장군 호준, 정서장군 · 가절 · 도독옹, 양제군사 진태에게 국가의 네 방면의 도독을 맡겼으며, 형주자사 · 양렬장군 왕기, 신성태수 주태, 등애, 석포에게 주와 군을 다스리게 하고, 노육과 이풍에게는 인재 선발을 맡기고, 부하와 우송으로 참모를 삼고, 종회, 하후현, 왕숙, 진본, 맹강, 조풍, 장집에게는 조정을 맡겼다.
가평 5년(253년)에 동오의 섭정인 태부 제갈각이 회하와 사수를 노리는 군사 행동을 벌였다. 사마사는 제갈각의 본의가 합비에 있음을 간파하고, 그 방면의 사령관인 진동장군 관구검과 양주자사 문흠에게 막아 지키게 해 큰 승리를 거두었다.
이후 아버지보다도 더 많은 권세를 누렸고, 그 권력은 황제를 이미 뛰어넘었다. 이에 위기감을 느낀 조방이 정원 원년(254년)에 이풍, 장집, 하후현 등과 사마사 제거 계획을 세웠다가 발각되자 사마사는 이풍, 장집, 하후현 등을 주살하고, 조방마저도 폐위하고 제왕(제나라를 봉국으로 삼는 제후왕)으로 강등했으며, 고귀향공 조모(曹髦)를 모셔와 새 황제에 앉혔다.
정원 2년(255년), 진동대장군 관구검이 양주자사 문흠 등과 더불어, 황제 폐위에 대한 죄를 묻고자 태후의 명령을 칭하고 군사를 일으켰다. 사마사는 직접 출병하였다가 자신의 왼쪽 눈에 갑자기 큰 통증이 생겼고, 문흠을 추격하기 위해 파견한 자신의 군대를, 문흠의 아들인 문앙 혼자서 거의 전멸에 가깝게 격파하자 눈 위의 혹이 악화되어, 얼마 뒤 진중에서 48세의 나이로 사망하였다. 그해 2월 충무후(忠武侯)의 시호가 추서되었다. 동생 사마소가 진왕이 되자 경왕의 시호를 받았다. 훗날 조카 사마염이 황제에 오르자 세종 경황제에 추증되었다.

## 사마사의 가족관계
- 조부 : 사마방
  - 부 : 사마의(고조 선황제)
  - 모 : 장춘화(선목황후 장씨)
    - 정처 : 하후휘(경회황후 하후씨)
    - 첩 : 폐후 오씨
    - 후처 : 양휘유(경헌황후 양씨)
      - 양자 : 사마유

    - 동생 : 사마소(태조 문황제)
    - 제수 : 왕원희(문명황후 왕씨)
    - 동생 : 사마간
    - 누이 : 남양공주

## 같이 보기
- 삼국지 인물 목록